# Liste der Naturdenkmale in Ernzen
Die Liste der Naturdenkmale in Ernzen nennt die im Gemeindegebiet von Ernzen ausgewiesenen Naturdenkmale (Stand 4. April 2024).

## Naturdenkmale
| Nr.         | Bezeichnung                     | Lage                                                   | Beschreibung                                  | Bild                                    |
| ----------- | ------------------------------- | ------------------------------------------------------ | --------------------------------------------- | --------------------------------------- |
| ND-7232-454 | Eiche beim Forsthaus            | Ferschweilerstraße, bei Nr. 48 Lage                    | Quercus sp.                                   | Direkt Bild zu diesem Denkmal hochladen |
| ND-7232-455 | Eiche im Distrikt „Heidert“     | nördlich des Ortes; Abteilung Heidert Lage             | Quercus sp.                                   | Direkt Bild zu diesem Denkmal hochladen |
| ND-7232-456 | Speierling an der Waldlehrhütte | östlich des Ortes; Abteilung Im obersten Büsch Lage    | Sorbus domestica                              | Direkt Bild zu diesem Denkmal hochladen |
| ND-7232-457 | Falkenlay                       | westlich des Ortes; Abteilung Kammerbüsch Lage         | langgestreckte Felsformation, ca. 650 m Länge | Direkt Bild zu diesem Denkmal hochladen |
| ND-7232-458 | Türkenkopf                      | westlich des Ortes; Abteilung Kammerbüsch Lage         | Felsformation                                 | Direkt Bild zu diesem Denkmal hochladen |
| ND-7232-459 | Schweineställe                  | westlich des Ortes; Abteilung Kammerbüsch Lage         | Felsformation                                 | Direkt Bild zu diesem Denkmal hochladen |
| ND-7232-460 | Schlösserlay                    | westlich des Ortes; Abteilung An der Schlösserlay Lage | langgestreckte Felsformation, ca. 500 m Länge | Direkt Bild zu diesem Denkmal hochladen |
| ND-7232-461 | Felsenweiher                    | westlich von Ernzen, Distrikt Auf der Reitersley Lage  | Teich                                         | Direkt Bild zu diesem Denkmal hochladen |